# Silsang
Silsang (także silsang san, 실상산문/實相山門) – koreańska szkoła sŏn, jedna z 9 górskich szkół sŏn.

## Historia
Szkoła ta została założona przez mistrza sŏn Chinggaka Hongch'ŏka. Udał się od do Chin razem z mistrzem Toŭim, gdzie został uczniem i spadkobiercą ucznia mistrza Mazu Daoyi – mistrza chan Xitanga Zhizanga. Mimo że powrócił z Chin później niż Toŭi, to założył swoją szkołę wcześniej od niego. Można go więc uważać za mistrza, który założył szkołę sŏn.
Hongch'ŏk założył klasztor Silsang na górze Chiri, od którego jego szkoła sŏn wzięła nazwę.
Ponieważ dwaj królowie: Kyŏngmun (pan. 861-875) i Hŏngang (pan. 875-886) zostali jego uczniami, szkoła ta stała się bardzo potężna
Jego dwaj najwybitniejsi uczniowie kontynuowali tradycję szkoły. Byli to Such'ŏl i Chingam Hyejo.
Hyejo po powrocie z Chin w 840 r. wybudował klasztor Okch'ŏn, który obecnie nosi nazwę Ssanggye sa.
W 1356 r. wszystkie szkoły sŏn zostały zjednoczone pod nazwą chogye przez wybitnego mistrza sŏn T'aego Poŭ (1301–1382).

## Linia przekazu Dharmy zen
Pierwsza liczba oznacza liczbę pokoleń mistrzów od 1 Patriarchy indyjskiego Mahakaśjapy.
Druga liczba oznacza liczbę pokoleń od 28/1 Bodhidharmy, 28 Patriarchy Indii i 1 Patriarchy Chin.
Trzecia liczba oznacza początek nowej linii przekazu w danym kraju.
- 35/8 Mazu Daoyi (709-788) szkoła hongzhou
  - 36/9 Xitang Zhizang (729-814)
    - 36/10/1 Chinggak Hongch'ŏk (bd) szkoła silsang – Korea
      - 37/11/2 Such'ŏl (816-892)
        - 38/12/3 Umkwang

      - 37/11/2 Chingam Hyejo (774-850) (odłam okch'ŏn)
        - 38/12/3 Pŏmnyang